# Pichitphong Choeichiu
Pichitphong Choeichiu (en tailandés: พิชิตพงษ์ เฉยฉิว, provincia de Yasothon, Tailandia; 28 de agosto de 1982) es un exfutbolista y entrenador de fútbol de Tailandia que jugaba en la posición de centrocampista y que actualmente es el entrenador del Muang Loei United de la Liga 3 de Tailandia.

## Carrera

### Club
| Periodo   | Club                 | Apariciones | Goles |
| --------- | -------------------- | ----------- | ----- |
| 2002–2008 | Krung Thai Bank FC   | 126         | 43    |
| 2009–2013 | Muangthong United FC | 125         | 10    |
| 2014–2016 | Chiangrai United     | 73          | 9     |
| 2017      | BEC Tero Sasana      | 24          | 1     |
| 2018–2019 | Chiangmai FC         | 26          | 4     |
| 2020–2021 | Phrae United         | 42          | 2     |
| 2022      | Samut Prakan City FC | 1           | 0     |

### Selección nacional
Jugó para Tailandia en 71 ocasiones de 2002 a 2013 y anotó tres goles; participó en dos ediciones de la Copa Asiática.

## Logros

### Club
- Thai Premier League: 2002-03, 2003-04, 2009, 2010, 2012
- Copa Kor Royal: 2003, 2004, 2010

### Selección nacional
- Sea Games: 2001, 2003, 2005
- T&T Cup: 2008

## Estadísticas

### Goles con selección nacional
| #  | Fecha      | Sede               | Rival             | Resultado | Torneo          |
| -- | ---------- | ------------------ | ----------------- | --------- | --------------- |
| 1. | 22-2-2003  | Bangkok, Tailandia | Catar             | 3–1       | 2003 King's Cup |
| 2. | 10-7-2004  | Bangkok, Tailandia | Trinidad y Tobago | 3–2       | Amistoso        |
| 3. | 17-11-2012 | Bangkok, Tailandia | Bangladés         | 5–0       | Amistoso        |